# Делль’Орефиче, Кармен
Кармен Делль‘Орефиче (англ. Carmen Dell’Orefice; род. 3 июня 1931, Нью-Йорк, Нью-Йорк) — американская модель и актриса. Занесена в Книгу рекордов Гиннесса как подиумная модель с самой долгой карьерой. Автор книги «Быть красивой: секреты и приёмы, которым я научилась за 40 лет работы моделью». Почётный доктор Университета искусств в Лондоне.

## Биография
Родилась 3 июня 1931 в Нью-Йорке. Отец — скрипач с итальянскими корнями, мать — балерина, венгерского происхождения. В детстве мечтала пойти по стопам матери и тоже заняться балетом.
Впервые фотографии Кармен Делль’Орефиче появились на обложке американской версии журнала Vogue в 1947 году. На съёмку будущая модель попала благодаря случаю: за два года до этого четырнадцатилетнюю девочку приметила в автобусе жена фотографа журнала Harper's Junior Bazaar Германа Ландшоффа и пригласила на съёмки. Готовая фотосессия была отвергнута, но отец Кармен показал фотографии Кэрол Филипс, которая была редактором Vogue и она предложила начинающей модели контракт. Материальное положение семьи Кармен было тяжёлым: девушке приходилось выезжать на съёмки на роликовых коньках, чтобы сэкономить на общественном транспорте, а также подрабатывать по вечерам швеёй.
В 1963 году Кармен Делль’Орефиче решает оставить модельный бизнес и сосредоточиться на воспитании детей. Она вернётся в 1987-м, в возрасте 56 лет.
Работала с фотографом Эрвином Блюменфельдом. Рекламировала такие бренды как Chanel, Christian Dior, Donna Karan, Lancaste, Moschino, Rolex и другие. Снялась в нескольких фильмах.

## Личная жизнь
Была замужем трижды, от первого мужа родила дочь по имени Лора.
Первый брак не был счастливым: муж забирал все деньги себе. Во второй раз Кармен вышла замуж за фотографа Ричарда Хайманна.